# John Smit
John William Smit (Polokwane, 3 de abril de 1978) es un exjugador sudafricano de rugby que se desempeñaba como hooker. 
Smit jugó con los Springboks de 2000 a 2011 en 111 partidos. Fue capitán de su selección en Francia 2007 donde se consagró campeón del Mundo. Desde 2011 es miembro del Salón de la Fama del Rugby.

## Carrera
Smit debutó en primera con Natal Sharks a la edad de 20 años en 1998. En 1999 fue contratado por los Sharks, una de las franquicias sudafricanas del Super Rugby.
Tras una temporada con ASM Clermont del Top 14 volvió a los Sharks y se marchó definitivamente de ellos en 2011 cuando firmó por dos temporadas con los Saracens de la Aviva Premiership, se retiró en 2013 al finalizar dicho contrato.

## Selección nacional
Fue convocado al equipo nacional U-21 en 1997 jugando hasta 1999 y en 2000 debutó en la mayor. La capitaneó en 64 partidos y se retiró de ella al finalizar la participación sudafricana en el Mundial de Nueva Zelanda 2011.

### Participaciones en Copas del Mundo
Disputó tres Copas Mundiales y marcó un try; en cuartos de final ante Fiyi en Francia 2007.
| Mundial                       | Sede          | Resultado        | PJ | Tries |
| ----------------------------- | ------------- | ---------------- | -- | ----- |
| Copa Mundial de Rugby de 2003 | Australia     | Cuartos de final | 5  | 0     |
| Copa Mundial de Rugby de 2007 | Francia       | Campeón          | 7  | 1     |
| Copa Mundial de Rugby de 2011 | Nueva Zelanda | Cuartos de final | 5  | 0     |

## Palmarés
- Campeón del Rugby Championship de 2004 y 2009.